# Bali
Bali (tiếng Bali: ᬩᬮᬶ) là một tỉnh của Indonesia. Tỉnh này bao gồm đảo chính Bali và một vài đảo nhỏ lân cận, đáng chú ý là Nusa Penida, Nusa Lembongan, và Nusa Ceningan. Nó toạ lạc tại cực tây của quần đảo Sunda nhỏ, nằm giữa Java phía tây và Lombok ở phía đông. Thủ phủ Bali, Denpasar, nằm ở miền nam đảo Bali.
Với dân số 3.890.757 theo thống kê 2010, và 4.225.000 theo thống kê 2014, đảo là nơi cư ngụ của đa số người theo Hindu giáo tại Indonesia. Theo thống kê 2010, 83,5% dân số Bali là người Bali Hindu giáo, sau đó là 13,4% người Hồi giáo, 2,5% người Kitô giáo, và 0,5% người theo Phật giáo.